# Fruit pudding
Il fruit pudding è un salume scozzese.

## Caratteristiche
Il fruit pudding si prepara mescolando farina di grano, d'avena o pangrattato, carne di maiale, zucchero di canna, ribes o uva sultanina, sale e cannella. In seguito, gli ingredienti vengono compattati in una salsiccia.
Solitamente, il fruit pudding viene tagliato a fette, fritto e consumato nella tradizionale full breakfast scozzese. Il fruit pudding è piuttosto diffuso in Scozia e viene preparato da molti produttori di alimenti tradizionali scozzesi.